# Fresine
Fresine (Frésen in dialetto camuno) è una frazione di 35 abitanti del comune di Cevo in Val Camonica, provincia di Brescia, in Lombardia.

## Geografia fisica

### Territorio
Fresine sorge sulla sponda destra del torrente Poia. È circondato da boschi cedui, castagneti, lariceti e pascoli.
Il paese è sorto su un nodo stradale che collega l'abitato di Cevo agli abitati di Isola, Ponte e Valle. La parte centrale dell'antico abitato sorge accanto al ponte sul torrente Salarno.
Fresine, causa la sua posizione, è privo di sole per circa tre mesi all'anno.

## Storia
La notizia più antica dell'esistenza di Fresine risale al Trecento. Dalla cartografia antica emerge l'esistenza di Fresine, come centro abitato, fin dal 1500, dato che è confermato anche dalla presenza di un antico portale datato 1584. Nei vari documenti e nella cartografia ufficiale i nomi sono "Frizen", "Frigeno", oppure "Frusen".
L'etimologia di Frusen, che in dialetto locale significa "fuliggine", trova spiegazione nella presenza di forni di fusione, che sprigionavano un fumo nerastro che si riversava sul paese.
Si ha notizia che Giovanni Ginami, nel 1320, sfruttando la vocazione naturale del luogo, attraversato dall'impetuoso fiume Frigeno (oggi Salarno), ricco di legname e non lontano dalle principali miniere della Valsaviore, vi fece costruire le prime fucine. Le ultime fucine vennero abbandonate verso i primi anni del 1900, quando la società Generale Elettrica dell'Adamello (GEA) diede inizio alla costruzione delle strutture per lo sfruttamento dell'energia idroelettrica.
Nel 1853 contava circa 200 abitanti.

## Monumenti e luoghi d'interesse

### Architetture religiose
- Chiesa dei Santi Giuseppe e Antonio da Padova, costruita, nell'attuale configurazione, a partire dal 1890, con dipinto del Gualdi e alcuni affreschi del XX secolo.

## Società

### Tradizioni e folclore
Gli scütüm sono nei dialetti camuni dei soprannomi o nomiglioli, a volte personali, altre indicanti tratti caratteristici di una comunità. Quello che contraddistingue gli abitanti di Fresine è Früsünecc .